# Neustädter Binnenwasser
Das Neustädter Binnenwasser liegt nordwestlich von Neustadt (Schleswig-Holstein). Ein Teil der Wasserfläche sowie angrenzende Salzwiesen, insgesamt 285 ha, sind seit dem 31. Dezember 1984 Naturschutzgebiet.

## Beschreibung
Das Binnenwasser hat eine durchschnittliche Tiefe von ca. 90 Zentimetern. Es ist in den überwiegend flacheren Bereichen nur etwa 50 Zentimeter, in den wenigen tieferen Bereichen hingegen bis zu drei Meter tief. Obwohl das Gewässer von Süßwasserflüssen (Kremper Au, Lachsau und Mühlenbach) gespeist wird, handelt es sich um einen Brackwassersee, da in unregelmäßigen Abständen Ostseewasser durch die Hafenenge von Neustadt in das Becken eindringt. Der Salzgehalt des Binnenwassers liegt nur unwesentlich unter dem der nahen Ostsee. Dadurch können dort Meeresbewohner wie Glaskrebse und Ohrenquallen leben.
In den nordwestlichen Teil des Sees ragt eine mit Salzwiesen bewachsene Halbinsel. Dieser an der schleswig-holsteinischen Ostseeküste selten gewordene Biotop ist Brut- und Rastplatz sowie Nahrungsreservoir für eine Reihe von Wat- und Wasservögeln, darunter der Große Brachvogel, die Uferschnepfe, die Bekassine und die Flussseeschwalbe.

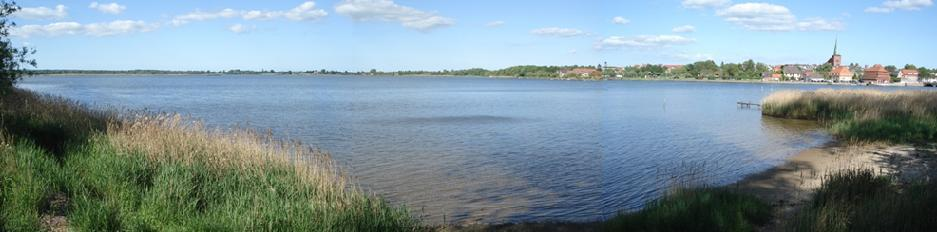
Das Neustädter Binnenwasser aus Südwest

Am Südufer des Sees und neben dem über den westlichen Teil des Sees verlaufenden Bahndamm befindet sich ein Fußweg.
Bei warmem Wetter beginnt das Binnenwasser schnell zu blühen, was ein Resultat des hohen Nährstoffeintrags durch die Süßwasserzuflüsse und die städtische Kläranlage ist. Am östlichen Ufer, unter einem Schulwald verborgen, liegt die ehemalige städtische Mülldeponie. Diese wird immer wieder an der Uferabbruchkante sichtbar. Diese Müllkippe wird mit Hilfe von Kontrollbohrungen überwacht.